# Durchlauferhitzer

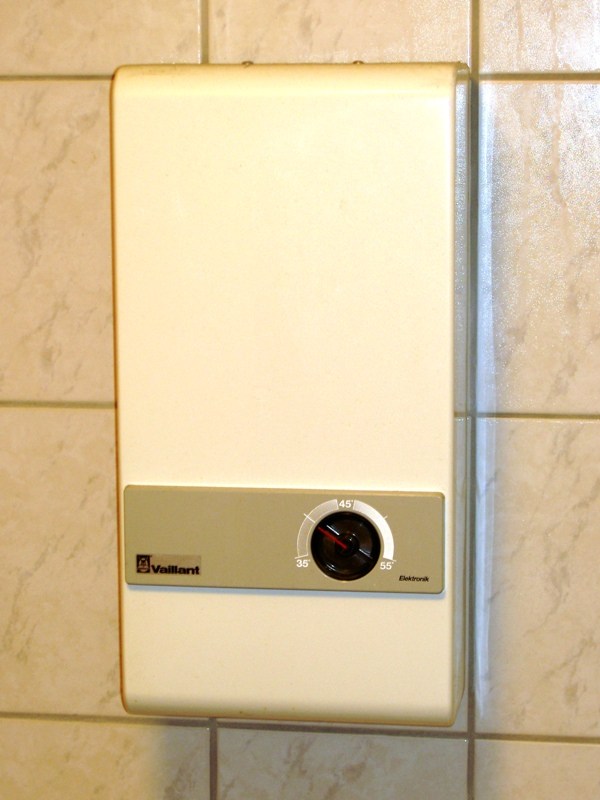
Elektrischer Durchlauferhitzer, ein Fabrikat aus Deutschland

Ein Durchlauferhitzer, Durchfluss-Wassererwärmer, Geyser oder Durchlaufwasserheizer (DWH) ist ein fest installiertes Gerät zur Warmwasserbereitung. Im Gegensatz zum Warmwasserspeicher, der als Vorratsbehälter eine begrenzte Warmwassermenge bereitstellt, erwärmt ein Durchlauferhitzer das Wasser erst dann, wenn eine Mischarmatur geöffnet wird. Um das durchfließende Wasser sofort auf die gewünschte Temperatur zu bringen, benötigt ein Durchlauferhitzer eine hohe Wärmeleistung.
Viele neuere und elektronisch gesteuerte Durchlauferhitzer können auch mit vorgewärmtem Wasser betrieben werden, welches etwa durch eine Solaranlage erzeugt wurde und dann vom Durchlauferhitzer gegebenenfalls bis zur gewünschten Temperatur nacherhitzt wird.
Im Gegensatz zu den meist oberhalb der Küchenspüle wandhängend montierten Heißwassergeräten eignen sich Durchlauferhitzer nicht zur Bereitung von kochendem Wasser.
Kombithermen sind Heizkessel, die einen zweiten Wärmetauscher besitzen, der ebenso wie ein Durchlauferhitzer fortlaufend warmes Wasser erzeugen kann.

## Betrieb
Bei üblichem Komfort-Anspruch kann ein gewöhnlicher Durchlauferhitzer nur eine Dusche oder zwei Waschbecken zeitgleich versorgen. Durchlauferhitzer werden daher üblicherweise dezentral eingesetzt. Indem ein Durchlauferhitzer jeweils nur wenige Entnahmestellen versorgt, können Leitungswege kurz und Energieverluste durch Abkühlung in der Rohrleitung gering gehalten werden. Da keine Speicherung von erwärmtem Wasser erfolgt, sind in der Regel keine besonderen Vorkehrungen zur Unterdrückung von Legionellen erforderlich.
Durchlauferhitzer können oft bis auf eine Höchsttemperatur von 60 bis 65 °C eingestellt werden. Elektrische Durchlauferhitzer zur Versorgung einer Dusche dürfen seit 2018 höchstens 55 °C warmes Wasser liefern. Zum Verbrühungsschutz wird in Haushalten mit Kindern und älteren Personen eine Höchsttemperatur zwischen 38 und 45 °C empfohlen.

## Funktionsprinzip

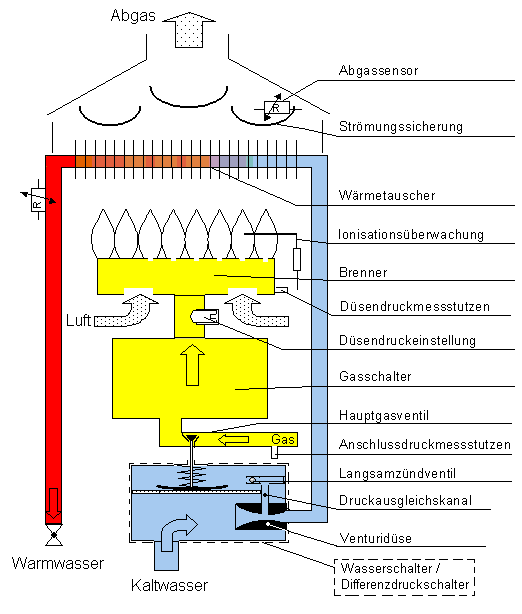
Prinzip eines gasbetriebenen Durchlauferhitzers

Wird das Wasser an der Entnahmestelle gezapft, detektiert das Gerät den Durchfluss und erwärmt das durchfließende Wasser.
Wird die Wasserentnahme durch Zudrehen des Warmwasserhahnes unterbrochen, muss die Energiezufuhr umgehend abgeschaltet werden. Geschieht dies verzögert, kann die zugeführte Energie nicht vom durchfließenden Wasser abgeführt werden und das stagnierende Wasser überhitzt. In diesem Störfall wird das Gerät durch einen Sicherheitstemperaturbegrenzer abgeschaltet und muss durch einen Fachhandwerker nach Beseitigung des ursächlichen Fehlers rückgesetzt werden. Als weitere Sicherheitsmaßnahmen kann ein Sicherheitsdruckschalter dienen, der zwischen Rückschlagventil (Kaltwasserzulauf) und Entnahmeventil angeordnet ist. Hier baut sich bei versagender Regelung Dampfdruck auf, auf welchen der Sicherheitsdruckschalter anspricht und die Stromzufuhr bis zur manuellen Rückstellung unterbricht. Im Bild unten ist das der zentrale Kontaktblock mit dem roten Knopf.
Die Länge der Wasserleitung zwischen Durchlauferhitzer und Zapfstelle(n) sollte kurz gehalten werden, da sich das in der Leitung stehende Wasser zwischen den Zapfvorgängen abkühlt und bei erneuter Entnahme ungenutzt abfließt, bis die gewünschte Auslauf-Temperatur erreicht wird.
Durchlauferhitzer werden nach der verwendeten Energieart, Funktionsweise (Energiewandlung, Prinzip des Wärmeübertragers) und vorgesehenem Einsatzgebiet unterschieden.
Üblich sind gasbetriebene und elektrische Durchlauferhitzer, die entweder mit hydraulischer oder elektronischer Detektion des Wasserdurchflusses ausgerüstet sind. Elektrische Durchlauferhitzer können weiter in Rohrheizkörper- und Blankdrahtgeräte sowie nach gesteuertem oder geregeltem Verhalten unterschieden werden.
Die Detektion des Durchflusses im Gerät erfolgt mittels Differenzdruckschalter bei hydraulischen und mittels Turbinenrad-Durchflussmesser bei elektronischen Geräten. Der Differenzdruckschalter funktioniert mechanisch. Er registriert den Druckunterschied beim Zapfen und schaltet die Energiezufuhr ein. Je nach Strömungsgeschwindigkeit und Druckverhältnissen wird die Membran stärker ausgelenkt, wodurch mehrere Leistungsstufen geschaltet werden können. In der Praxis sind jedoch nur zwei Stufen üblich. Der Turbinen-Durchflussmesser enthält zur Auswertung des Durchflusses eine elektronische Baugruppe, die eine stufenlose Messung unabhängig von den Druckverhältnissen erlaubt. Beide Systeme benötigen einen Mindestdurchfluss, um eine Wasserentnahme wahrzunehmen sowie das Sieden des Wassers bei der geringsten vorgesehenen Leistungsabgabe zu vermeiden.
Die Wärmeübertragung an das Wasser erfolgt durch einen Wärmetauscher, der meist aus Kupfer besteht, da Kupfer ein guter Wärmeleiter ist und nicht korrodiert.

## Ausführungen
1956 brachte Clage als erstes Unternehmen ein wandhängendes Heizgerät auf dem Markt. 1961 folgte Vaillant mit dem den „Circo-Geyser MAG-C 20“. „Geyser“ wird in Fachkreisen teilweise noch als Gattungsname für Durchlauferhitzer verwendet.

### Elektrische Durchlauferhitzer

#### Betriebsbedingungen

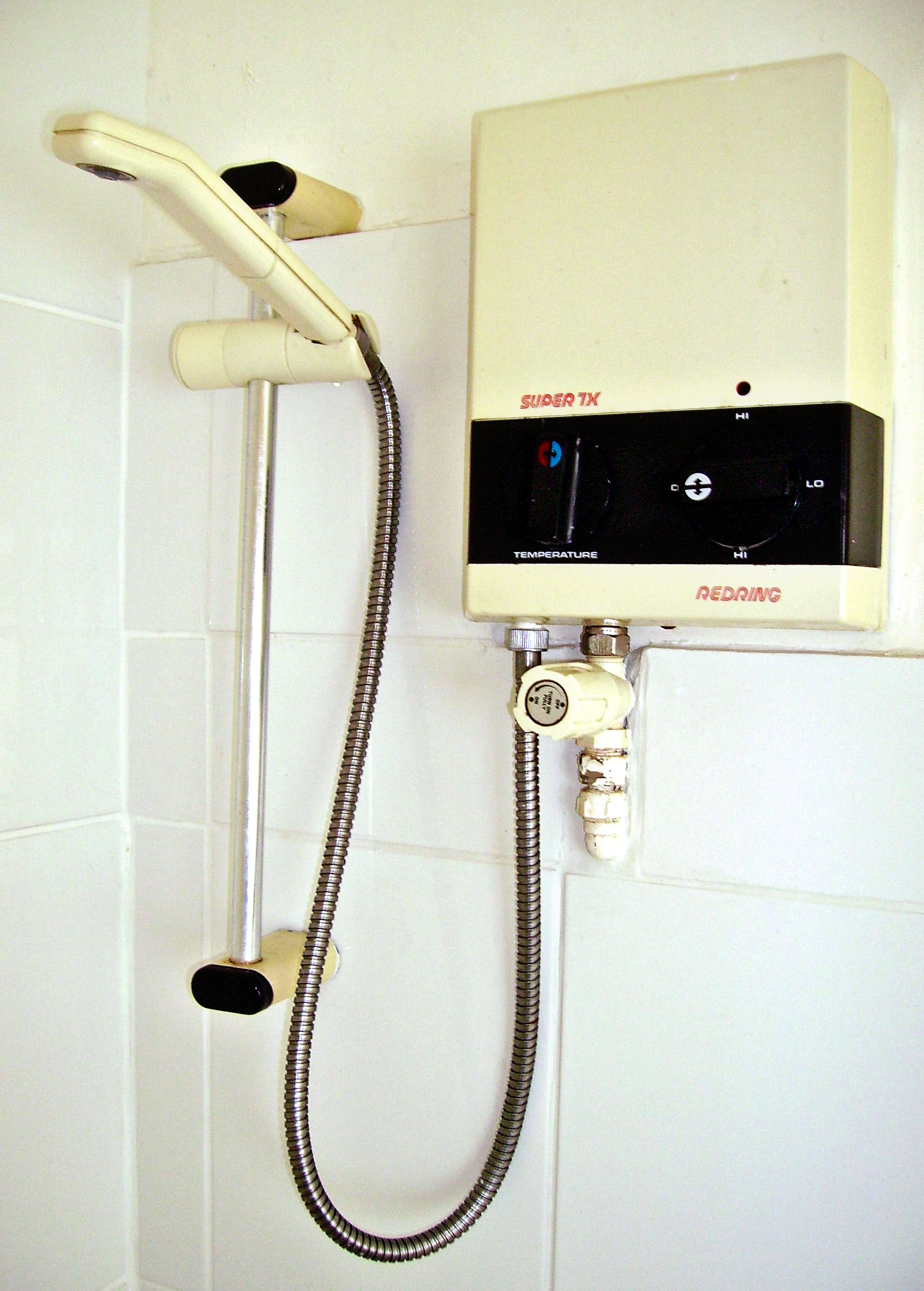
Ein in England gebräuchlicher elektrischer Dusch-Durchlauferhitzer

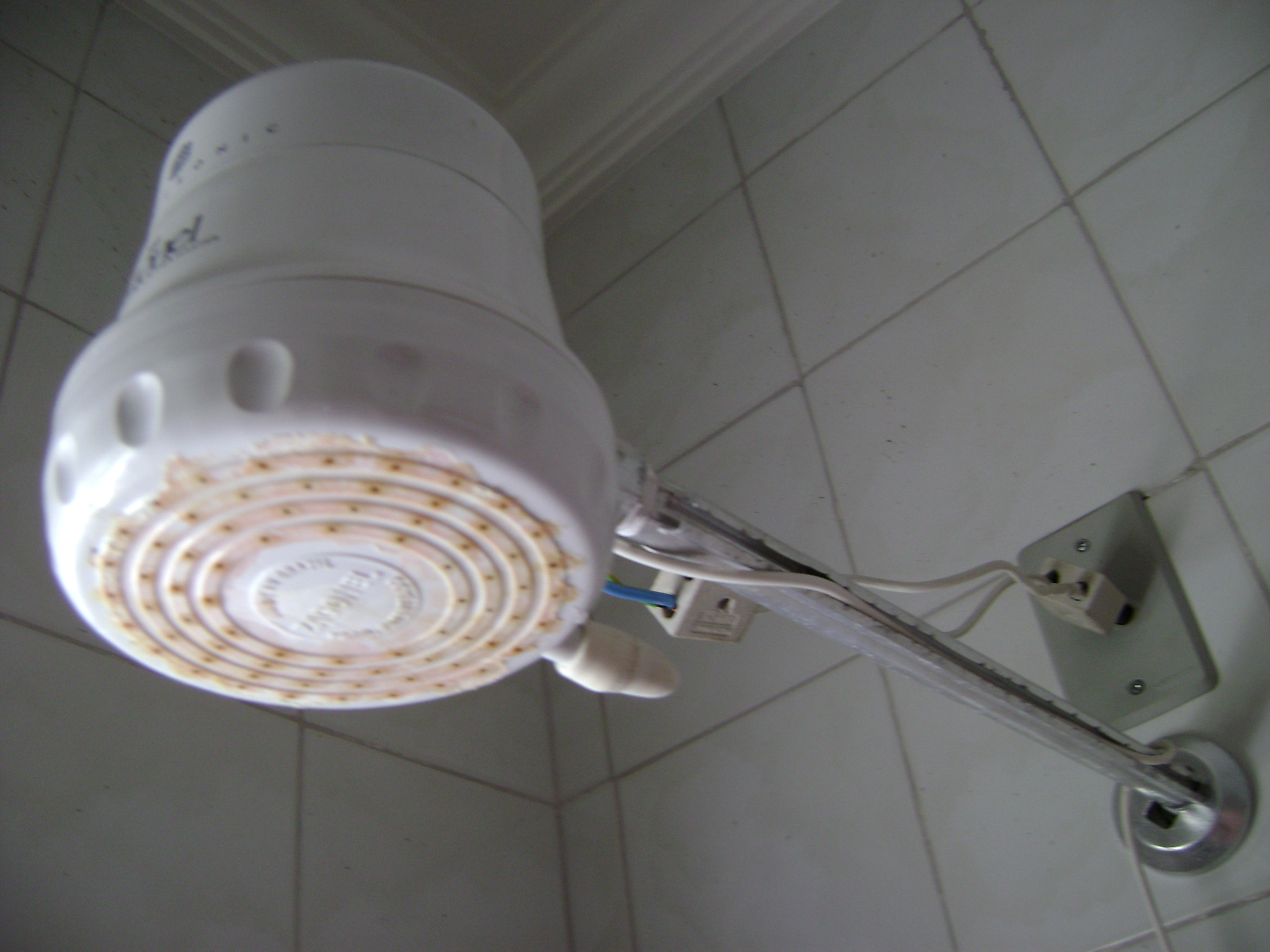
In Südamerika gebräuchlicher Duschkopf-Durchlauferhitzer

Für das schnelle Aufwärmen des Wassers ist eine hohe elektrische Leistung erforderlich. Marktüblich sind Durchlauferhitzer mit 18, 21, 24, 27 und 33 kW Anschlusswert. Sogenannte Kompakt-Durchlauferhitzer verfügen über einen Anschlusswert von 11 oder 13,5 kW (auch umschaltbar). Steckbare einphasige Geräte haben wegen der üblichen Belastbarkeit einer Schutzkontaktsteckdose nur 2,2 bis 3,5 kW und eignen sich nur zum Betrieb eines Handwaschbeckens.
Je höher die Heizleistung, desto mehr Wasser kann auf eine gewünschte Temperatur erwärmt werden. Für die Erwärmung von Trinkwasser auf Bade- bzw. Duschtemperatur von 38 °C ausgehend von einer Kaltwassertemperatur um 11 °C ist die folgende Faustformel üblich:
{\displaystyle {\frac {\text{Leistung (in kW)}}{2}}\approx {\frac {\text{Liter Warmwasser}}{\text{Minute}}}}
Bei gewöhnlichen Küchen-, Waschtisch- und Duscharmaturen geht man in der Regel jeweils von einem Warmwasser-Durchfluss von rund 12 Litern pro Minute aus. Besonders sparsame Armaturen verringern den Durchfluss bei Dusch- und Küchenarmaturen auf etwa 7 bis 9 Liter pro Minute, bei Waschtischarmaturen auch auf unter 6 Liter pro Minute.
Bei hydraulisch gesteuerten Durchlauferhitzern schwankt die Temperatur des Wassers gewöhnlich mit der Durchflussmenge. Elektronisch geregelte Geräte hingegen bieten über den gesamten Betriebsbereich eine konstante Ausgangstemperatur.
Ältere Geräte enthalten einen elektrischen Rohrheizkörper, der sich innerhalb eines Behälters befindet, durch den das Wasser strömt.
Viele moderne Geräte besitzen Blankdrahtheizelemente, deren Heizdrähte direkt vom Wasser umspült werden. Leitungswasser wirkt isolierend gegenüber den stromführenden Drähten, so dass (bis zu dem auf dem Geräteschild angegebenen Leitwert des örtlich vorhandenen Trinkwassers) keine unzulässig hohen Fehlerströme auftreten. Die Heizelemente sind durch eine Vor- und Nachlaufstrecke von den angeschlossenen Rohren getrennt, so dass sich ein genügend langer, isolierender Wasserweg ergibt. Blankdrahtheizelemente haben gegenüber den früher verwendeten Rohrheizkörpern den Vorteil einer wesentlich kürzeren Reaktions- und damit Aufheizzeit, zudem neigen sie nicht zur Verkalkung. Nachteilig ist die höhere Anfälligkeit gegenüber Lufteinschlüssen und Dampfblasen, die zu einer partiellen Überhitzung der Heizdrähte führen können.

#### Hydraulisch gesteuerte Durchlauferhitzer
Bei Modellen mit hydraulischer Steuerung erfolgt die Erwärmung mit bis zu drei Heizleistungsstufen. Kleinste Wassermengen können mit hydraulischen Durchlauferhitzern nicht erwärmt werden, denn zum Einschalten ist eine Mindestdurchflussmenge erforderlich. Das Zumischen von kaltem Wasser ist daher nur in Grenzen sinnvoll. Läuft zu wenig warmes Wasser, schaltet der Durchlauferhitzer komplett ab. 
Zur Prüfung des Abschaltmechanismus wird die Durchflussmenge allmählich gedrosselt. Schaltet der Durchlauferhitzer nicht ab, wenn das Wasser sich auf über 60 °C erwärmt, muss der Ausschaltpunkt justiert werden.

#### Elektronische Durchlauferhitzer

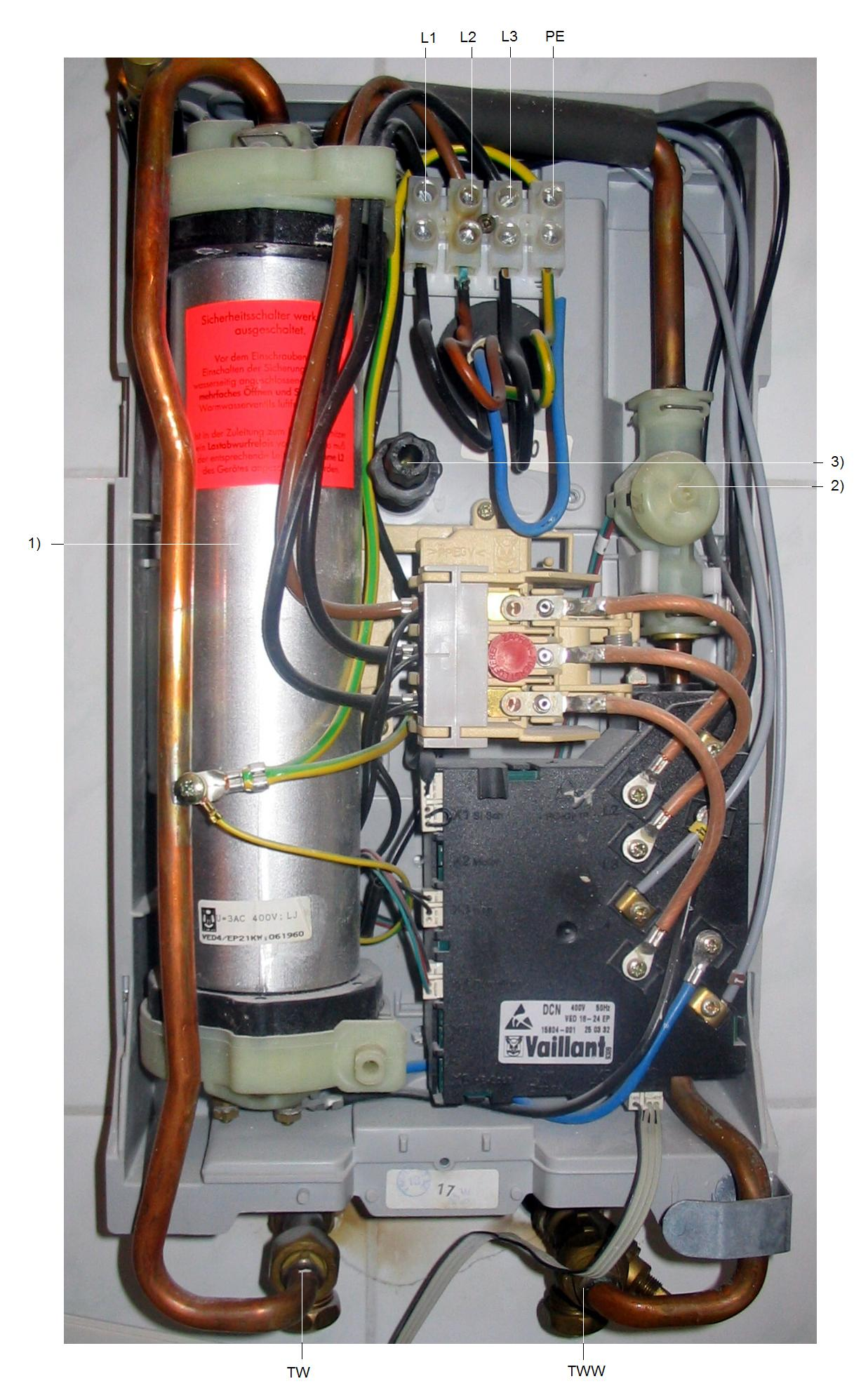
Stufenlos elektronisch geregelter Durchlauferhitzer mit 21 Kilowatt Maximalleistung.
TW = Abgang zu den Zapfstellen
TWW = Zuleitung mit Absperrventil
L1/L2/L3/PE = elektrische Anschlüsse
1) Heizpatrone
2) Druckschalter
3) Zentrale Befestigungsschraube
Die elektrischen Klemmverbindungen sind fest anzuziehen, da sich die Kontaktstellen sonst stark erhitzen können: Am Anschluss L2 der oberen Klemmverbindung dieses Geräts ist die Aderisolierung sichtbar angeschmolzen.

Bei elektronischen Geräten wird die Heizleistung stufenlos mittels Leistungselektronik gesteuert.
Die hohen Betriebströme erlauben keine Steuerung per Phasenanschnittsteuerung, weil eine solche erhebliche Verzerrungsblindleistungen nach sich ziehen würde.
Es wird stattdessen eine Schwingungspaketsteuerung eingesetzt. Die Leistungshalbleiter werden mit dem Kaltwasserzufluss gekühlt. Zumischung von kaltem Wasser kann bei diesen Geräten u. U. entfallen. Aber auch wenn eine Mischarmatur eingesetzt wird, sogar eine thermostatisch geregelte, unterliegen elektronische Durchlauferhitzer nicht mehr den Einschränkungen der hydraulischen Durchlauferhitzer, für die explizit für Durchlauferhitzer geeignete thermostatische Mischarmaturen benötigt würden.
Bei den elektronisch gesteuerten Durchlauferhitzern wird die Heizleistung stufenlos elektronisch anhand einer Durchflussmessung (Turbinenrad) und der gemessenen Zulauftemperatur gesteuert.
Elektronisch geregelte Durchlauferhitzer arbeiten zusätzlich mit einem Temperatursensor am Auslauf und regeln die Auslauftemperatur. Es ist evtl. ein externes Sollwertpoti vorhanden.
Vorteile elektronischer Varianten sind erhöhter Komfort und eine Energieeinsparung bis etwa 30 Prozent gegenüber hydraulischen Durchlauferhitzern, da die Durchflussrate ein geringeres Minimum hat und der Sollwert schneller und genauer erreicht wird.
Die Leistungsregelung kann nur bis zu einer maximalen Durchflussrate die Temperatur konstant halten, dann fällt diese ab. Daher besitzen manche Geräte ein Motorventil, welches in diesem Fall die Durchflussrate begrenzt, um die Temperatur halten zu können.

#### Elektrischer Anschluss
Aufgrund der hohen Leistungsaufnahme sind Durchlauferhitzer meistens zum Anschluss an das Drehstromnetz vorgesehen. Wegen der hohen Ströme ist in der Regel eine separate Anschlussleitung mit eigener Absicherung erforderlich. Zu gering dimensionierte Leitungen stellen -bei (im Verhältnis zum Kabelquerschnitt und -länge) überdimensioniertem Leitungsschutzschalter- eine Brandgefahr dar.
Durchlauferhitzer dürfen nur von einer eingetragenen Elektrofachkraft angeschlossen werden. Ab einer Anschlussleistung von 12 kW muss die Inbetriebnahme eines elektrischen Durchlauferhitzers dem Energieversorgungsunternehmen gemeldet werden.
Durchlauferhitzer sind Drehstromverbraucher mit symmetrischer Belastung, so dass eine Verbindung mit dem Neutralleiter des Stromnetzes in der Regel nicht vorgesehen ist. Bei elektrischer Warmwasserbereitung mit Durchlauferhitzer zum Baden oder Duschen fordert die DIN 18015-1 in 5.2.5 Wohnungsanlagen eine Drehstromleitung mit zulässiger Strombelastbarkeit von mindestens 35 A.
Kleindurchlauferhitzer

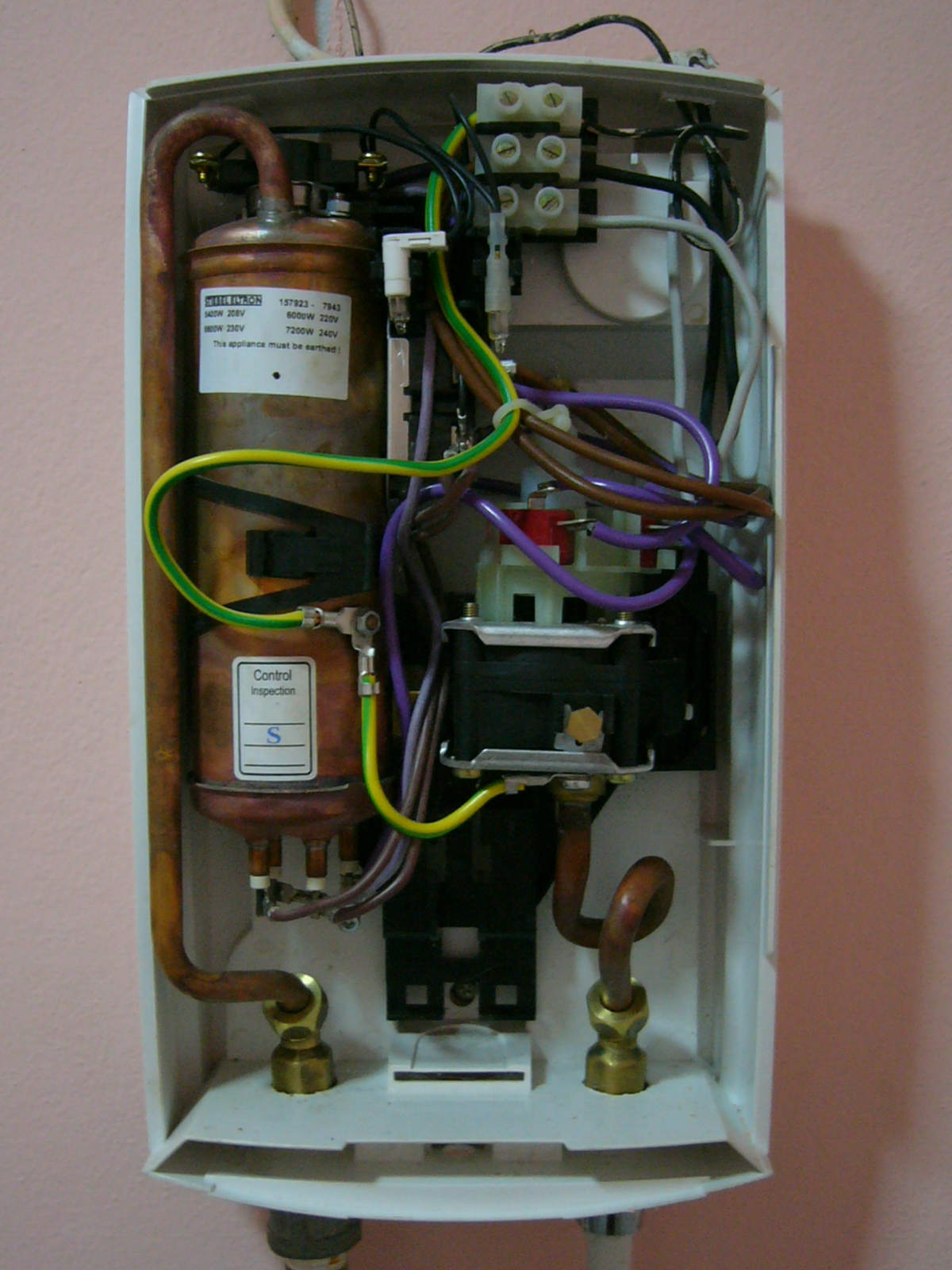
Kleiner Durchlauferhitzer für Handwaschbecken

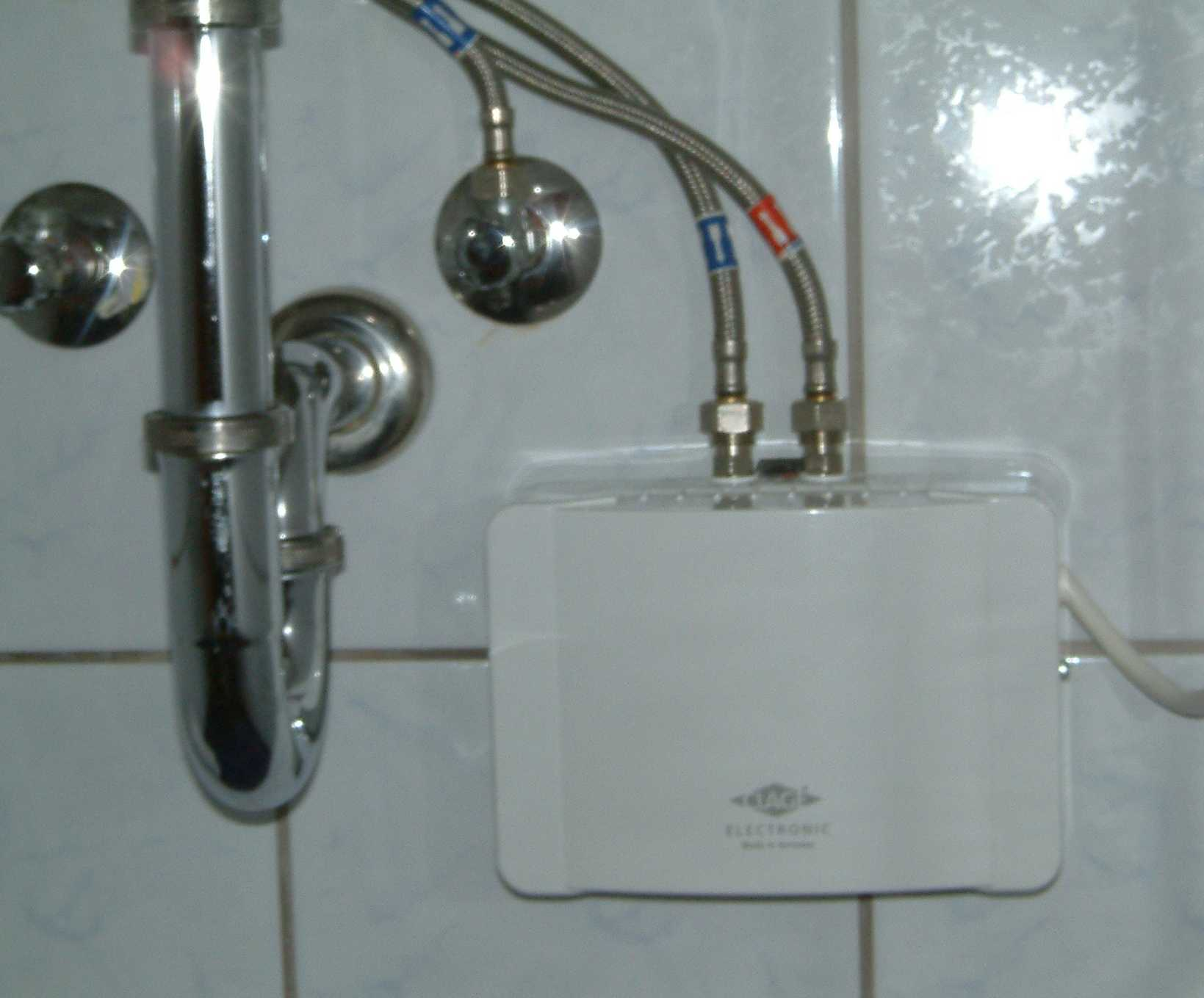
Klein-Durchlauferhitzer mit 3,6 kW Anschlussleistung

Als Kleindurchlauferhitzer werden Geräte mit einer Leistung von 3,5–6,5 Kilowatt bezeichnet, die zur Versorgung einzelner Zapfstellen dienen.
Die geringe elektrische Leistung führt dabei nur zu einer geringen Warmwasserleistung: Ein 3,5-kW-Gerät erreicht bei einer Durchflussmenge von 2 Litern pro Minute eine Temperaturerhöhung von 25 Kelvin.
Der geringe Wasserdurchsatz wird durch Strahlformer am Auslauf der Armatur kaschiert.
Diese Geräte eignen sich für Entnahmestellen, an denen geringe Mengen warmen Wassers mit mäßig hoher Temperatur benötigt werden, etwa im Handwaschbecken. Sie sind eine sinnvolle Alternative gegenüber wenig benutzten, klassischen 5-Liter-Warmwasserspeichern, da keine Bereitschaftsverluste entstehen.
Einphasige Geräte dürfen am öffentlichen Niederspannungsnetz mit einer maximalen Leistung von 4,6 kW (D) / 4 kW (AT) betrieben werden.
Der Anschluss eines elektrischen Durchlauferhitzers bis 3,6 kW kann an einer Schutzkontaktsteckdose erfolgen. Daher wird bei der Installation im Gegensatz zu den leistungsstärkeren Geräten, die fest angeschlossen werden, keine Elektrofachkraft benötigt.

### Gasdurchlauferhitzer

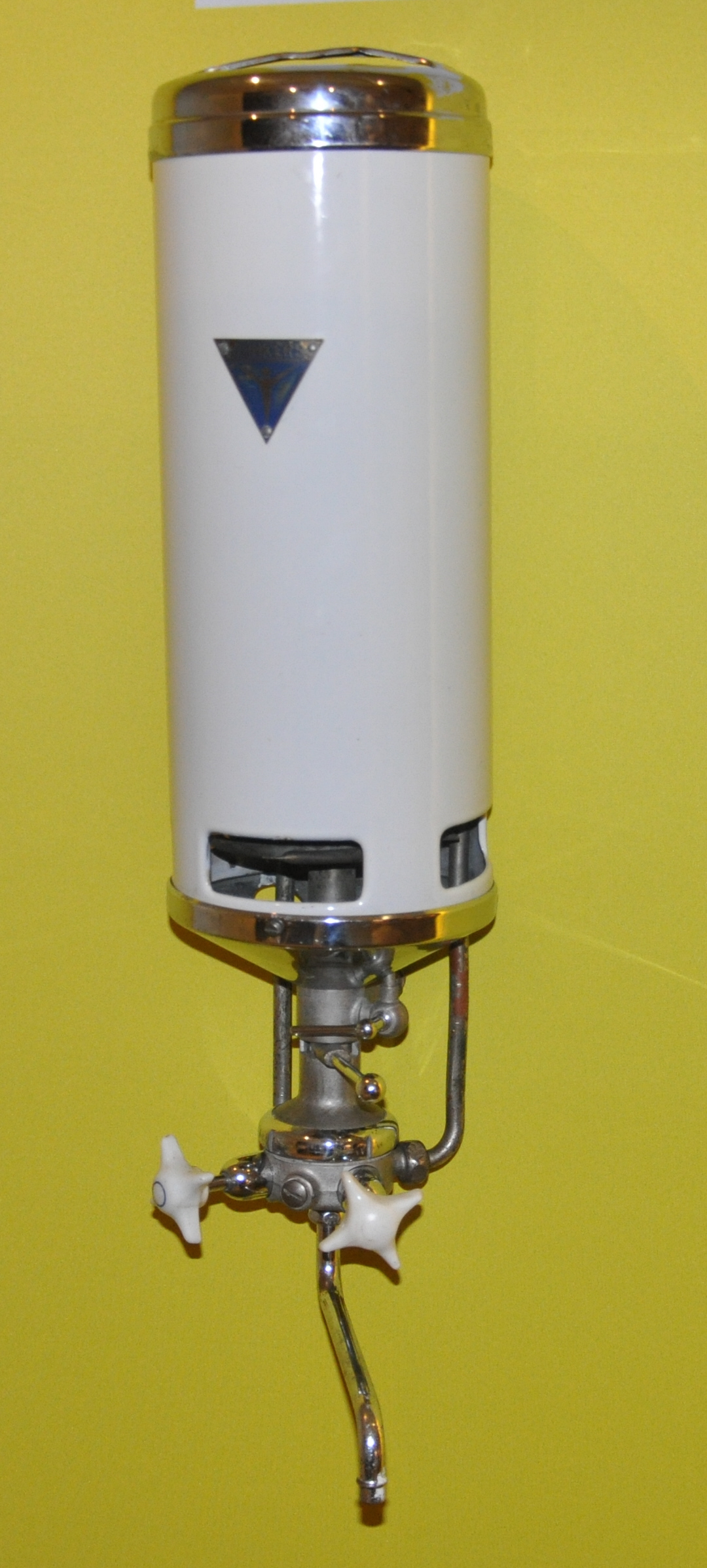
Gas-Durchlauferhitzer der Fa. Hugo Junkers

Bei einem Gasdurchlauferhitzer wird, entweder durch eine ständig brennende Zündflamme oder einen selbsttätig zuschaltenden Piezozünder, ein Gasbrenner bei Bedarf gezündet und betrieben. Das zu erwärmende Wasser wird in der Regel durch Kupferrohrwendeln geleitet, die zur verbesserten Wärmeübertragung mit Blechlamellen verbunden sind, durch welche die erhitzten Brenngase strömen (siehe auch Wärmeübertrager).
Die neueste Generation von Gas-Durchlauferhitzern benötigt weder die früher übliche Zündflamme noch einen Stromanschluss zur elektrischen Zündung. Sie enthalten eine Batterie- oder Generatorzündung, welche die Strömungsenergie des fließenden Wassers nutzt.
In der Regel ist es erforderlich, den Durchlauferhitzer an einen Schornstein anzuschließen. Bei geringer Leistung des Geräts kann im Ausnahmefall eine Frischluftzufuhr und Abführung der Abgase durch eine Außenwand ins Freie ausreichen.
Gasdurchlauferhitzer werden mit Erdgas betrieben, sofern ein Gasanschluss vorhanden ist. Seltener wird Flüssiggas aus Flaschen oder ortsfesten Anlagen genutzt. Die Umstellung der Gasart wird vom Installateur durch einen Düsenwechsel vorgenommen.
Gasdurchlauferhitzer benötigen zur Installation deutlich mehr Platz als ihre elektrischen Pendants.

### Frischwasserstation
Bei einer sogenannten Frischwasserstation wird die zur Erwärmung des Trinkwassers erforderliche Energie von einem Heizkreislauf zugeführt, dessen Medium an anderer Stelle erwärmt wird. Als Energiequelle dienen etwa Solarkollektoren oder Fernwärme. Eine Frischwasserstation benötigt sehr wenig Platz, wenn sie lediglich einen Plattenwärmetauscher enthält. Häufig sind auch Entleerungs- und Absperrarmaturen sowie Temperaturfühler und gegebenenfalls Wärmemengenzähler enthalten.

## Wirkungsgrad
Der elektrische Durchlauferhitzer setzt die elektrische Energie mit einem Wirkungsgrad von bis zu 99 Prozent in Wassererwärmung um. Es treten lediglich geringe Abstrahlverluste des Gerätes sowie Leitungsverluste in Form von Wärme auf. Allerdings ist die Erzeugung des elektrischen Stroms und Verteilung bis zum Hausanschluss mit erheblichen Verlusten behaftet. Daraus ergibt sich bei Nutzung von Strom, der in traditionellen Kraftwerken aus Primärenergiequellen wie Kohle, Erdgas oder Öl gewonnen wird, ein Gesamtwirkungsgrad von nur 30–40 Prozent.
Gasdurchlauferhitzer weisen demgegenüber einen Gesamtwirkungsgrad von etwa 75–85 Prozent auf. Das Gas wird hier nicht im Kraftwerk, sondern unmittelbar im Durchlauferhitzer verbrannt. Verluste entstehen insbesondere dadurch, dass aus dem Schornstein Abwärme verloren geht. Zusätzlich treten Abstrahlungsverluste am Gerät selber auf, die jedoch im Winter zur Beheizung des Aufstellraums beitragen können.
Bei gleicher Warmwasserleistung benötigt ein Gasgerät also nur die halbe Primärenergiemenge eines elektrischen Durchlauferhitzers, der mit Strom aus fossilen Brennstoffen betrieben wird.
Nahe der Verbrauchsstelle installierte Durchlauferhitzer können gegenüber einer zentralen Warmwasserversorgung energie- und wassersparend eingesetzt werden, da bei letzteren die Ablaufverluste (bis warmes Wasser an der Armatur austritt), die Wärmeverluste durch Rohrleitungen und Warmwasserspeicher sowie der elektrische Energiebedarf für Zirkulationspumpen berücksichtigt werden muss. Auch verringert sich der Umfang der Warmwasserinstallation. Insbesondere wenn selten genutzte (z. B. das Gäste-WC) oder abseits liegende Verbrauchsstellen oder solche mit geringer Abnahmemenge versorgt werden sollen, kann der Einsatz strombetriebener Geräte sinnvoll sein.
Bei regelmäßigem und höherem Warmwasserbedarf sind demgegenüber gasbetriebene Durchlauferhitzer sowie auch zentrale Warmwasserbereiter mit Warmwasserspeichern energieeffizienter und kostengünstiger zu betreiben.
Gasbetriebene Kombithermen (Heizkessel mit Funktion als Warmwasser-Durchlauferhitzer) werden häufig in Mehrfamilienhäusern als Etagenheizung eingesetzt.

## Wartungskosten
Die Heizkomponenten elektrischer Durchlauferhitzer bedürfen keiner Wartung.
Oft wird empfohlen, gasbetriebene Geräte jährlich warten zu lassen, wobei die Brennräume gereinigt werden. Meist findet alle zwei Jahre eine Überprüfung von Gasgeräten durch den Schornsteinfeger statt.
Je nach genauer Zusammensetzung kann es bei kalkhaltigem Trinkwasser erforderlich werden, den sich ablagernden Kesselstein fachgerecht zu entfernen. Unterbleibt die Entkalkung, verschlechtert sich mit dem Wärmedurchgang auch der Wirkungsgrad.
Elektrische Durchlauferhitzer mit Blankdraht-Heizelementen gelten als wartungsfrei und brauchen nicht entkalkt zu werden. Wegen der besonders massearmen Heizelemente (Draht) verbleibt nach dem Abschalten kaum Nachwärme, was den wesentlichen Grund für die Verringerung der Kesselstein-Ausscheidungen darstellt. Durch die Ausdehnung des Heizdrahtes bei Erwärmung wird ein Kesselsteinbelag regelmäßig abgesprengt.

## Verbrauchs- und Unterhaltskosten
Diese Beispiele erfolgen auf Grund üblicher Kosten in Deutschland.

### Betrieb mit Strom
Üblicherweise werden elektrische Durchlauferhitzer mit Haushaltsstrom betrieben. Der Stromverbrauch eines Durchlauferhitzers lässt sich anhand der Maximalleistung des Gerätes und der Nutzungsdauer überschlägig ermitteln. Ein Durchlauferhitzer mit einer Leistungsaufnahme von 24 Kilowatt (kW) wird bei voller Leistung in einer Stunde 24 Kilowattstunden (kWh) verbrauchen. Wenn täglich von vier Personen jeweils zehn Minuten bei voller Leistung geduscht wird, ergibt sich ein Verbrauch von rund 5840 kWh pro Jahr. Bei einem Durchschnittspreis von 30 Cent pro kWh würden jährliche Kosten von 1752 € entstehen.

### Betrieb mit Erdgas
Die Energiekosten von Erdgas betrugen 2021 etwa 6 ct pro kWh. Die Kosten für Warmwasser aus einem mit Erdgas betriebenen Durchlauferhitzer setzten sich wie folgt zusammen:
- Schornsteinfeger und Wartung (ca. 60 € pro Jahr bei Einzelgeräten; verringert sich anteilig, wenn weitere Gasgeräte vorhanden sind)
- Grundgebühr für den Gaszähler (anteilig, wenn mehrere Gasgeräte vorhanden sind)
- Stromkosten für den Betrieb des Gasdurchlauferhitzers (nach obigem Beispiel 240 Betriebsstunden pro Jahr mit rund 100 Watt elektrischer Leistung, also 24 kWh pro Jahr zu 0,30 € pro kWh ergibt 7,20 € pro Jahr)
- Kosten für Erdgas (nach obigem Beispiel 5840 kWh mit angenommenen Wirkungsgrad von 65 % ergeben 8985 kWh Gas; bei 6 ct pro kWh entstehen also Kosten von 539 € pro Jahr)

Bei einem ausreichend hohen Anteil an Strom aus erneuerbaren Quellen (Strommix) hat der elektrische Durchlauferhitzer eine günstigere CO2-Bilanz. Die reinen Energiekosten beim erdgasbetriebenen Durchlauferhitzer sind wesentlich geringer und betragen selbst bei einem schlechten Wirkungsgrad des Gas-Durchlauferhitzers von unter 70 Prozent nur etwa ein Drittel der Stromkosten. Wenn insgesamt nur wenig Warmwasser benötigt wird, können die höheren Anschaffungs-, Installations- und Wartungskosten von Gasgeräten diesen Vorteil jedoch wieder ausgleichen.

## Hygiene Durchlauferhitzer
Durch die Einhaltung kurzer Leitungswege zwischen Erwärmung und Entnahme wird ein mögliches Legionellenrisiko durch Erwärmung von Trinkwasser erheblich reduziert. Dies ist einer der größten Vorteile einer dezentralen Warmwasserbereitstellung mittels Durchlauferhitzer.